# 믹 존스 (포리너)
마이클 레슬리 존스(영어: Michael Leslie Jones, 1944년 12월 27일 ~ )는 영국의 음악가, 가수, 작곡가, 음반 프로듀서이다. 포리너 이전에 그는 스푸키 투스라는 밴드에 있었다.

## 어린 시절
마이클 레슬리 존스는 1944년 12월 27일 잉글랜드 포츠머스에서 태어났다. 존스는 어린 나이에 기타를 연주하기 시작했고, 음악 경력을 쌓기로 결심했다.

## 경력
존스는 또한 반 헤일런의 《5150》 (1986년), 배드 컴퍼니의 《Fame and Fortune》 (1986년), 빌리 조엘의 《Storm Front》 (1989년) 등의 음악 프로듀서로 부업을 시작했다.
그는 에릭 클랩튼과 함께 클랩튼의 《Journeyman》 음반에 〈Bad Love〉라는 곡을 공동 작곡했고, 2002년에는 덩컨 셰이크와 함께 〈On Her Mind〉라는 곡을 공동 작곡했다. 1990년대 후반과 2000년대 초반에 그는 빌 와이먼스 리듬 킹스와 함께 연주했다.

## 개인 생활
그는 마크, 서맨사, 샬럿 론슨의 어머니 앤 덱스터 존스와 결혼했다. 앤과 믹은 애나벨 덱스터-존스와 알렉산더 덱스터존스라는 두 명의 자녀를 두고 있다. 결혼한 지 거의 25년이 된 존스와 덱스터존스는 2007년에 이혼했다. 2017년 두 사람은 재혼했다. 그는 또한 두 명의 아들 로만과 크리스토퍼 존스를 두고 있다.